# Imperio (banda de Alemania)
Imperio fue un grupo musical de estilo eurodance formado en 1994 en Frankfurt (Alemania), por el productor Norbert Reichart.
Manuela Ray fue la vocalista, junto al rapero Michael Harris y Lawrence Madia. El grupo publicó dos álbumes, Veni Vidi Vici (1995) y Return to Paradise (1996).
Imperio se caracterizó, fundamentalmente, porque sus videoclips estaban inspirados, parcialmente, en la estética del antiguo Imperio romano, así como los títulos en latín de algunas de sus canciones.
Se separaron en 1997. Se volvieron a unir de manera fugaz para editar el sencillo Voices of Eternity en 2001 y se disolvieron nuevamente.

## Sencillos
- Veni Vidi Vici (1994).
- Quo Vadis (1995).
- Nostra Culpa (1995).
- Amor Infinitus (1995).
- Cyberdream (1996).
- Atlantis (1996).
- Return to Paradise (1996).
- Wings of Love (1997).
- Voices of Eternity (2001).

## Álbumes
- Veni Vidi Vici (1995).
- Return to Paradise (1996).